# آبیراترون استات
آبیراترون استات (انگلیسی: Abiraterone acetate) (با نام تجاری Zytiga) دارویی برای درمان سرطان پروستات است. این دارو به‌طور ویژه همراه با یک کورتیکواستروئید برای سرطان پروستات مقاوم به اخته متاستاتیک (mCRPC) و سرطان پروستات حساس به اخته متاستاتیک با خطر بالا (mCSPC) استفاده می‌شود. این دارو باید پس از برداشتن بیضه‌ها یا همراه با آنالوگ هورمون آزاد کننده گنادوتروپین (GnRH) استفاده شود. این دارو از راه دهان مصرف می‌شود.
عوارض جانبی رایج عبارتند از: خستگی، استفراغ، سردرد، درد مفاصل، فشار خون بالا، تورم، کاهش پتاسیم خون، قند خون بالا، گرگرفتگی، اسهال، و سرفه. سایر عوارض جانبی شدید ممکن است شامل نارسایی کبد و نارسایی قشر آدرنال باشد. در مردانی که شریک زندگی آنها می‌تواند باردار شود، برای پیشگیری از بارداری توصیه می‌شود. این دارو در بدن به آبیراترون استات تبدیل می‌شود و با سرکوب تولید آندروژن - به ویژه CYP17A1 را مهار می‌کند - و در نتیجه تولید تستوسترون را کاهش می‌دهد. با این کار از تأثیر این هورمون‌ها در سرطان پروستات جلوگیری می‌کند.

## موارد منع مصرف
موارد منع مصرف عبارتند از حساسیت به آبیراترون استات. اگرچه اسناد بیان می‌کنند که نباید توسط زنانی که باردار هستند یا ممکن است باردار شوند، مصرف شود، هیچ دلیل پزشکی وجود ندارد که هر زنی آن را مصرف کند. زنان باردار حتی نباید به قرص‌ها دست بزنند مگر اینکه دستکش بپوشند. سایر احتیاط‌ها عبارتند از نارسایی شدید کبدی پایه، افزایش مینرالوکورتیکوئید، بیماری قلبی عروقی از جمله نارسایی قلبی و فشار خون بالا، هیپوکالمی اصلاح نشده و نارسایی آدرنوکورتیکوئید.

## عوارض جانبی
بسیار رایج (بیش از ۱۰ درصد فراوانی):
- عفونت مجاری ادراری
- هیپوکالمی
- فشار خون
- اسهال
- ادم محیطی

رایج (۱–۱۰٪ فراوانی):
- هیپر تری گلیسیریدمی
- سپسیس
- نارسایی قلبی
- آنژین صدری
- آریتمی
- فیبریلاسیون دهلیزی
- تاکی کاردی
- سوء هاضمه
- کهیر
- آلانین آمینوترانسفراز افزایش یافته
- آسپارتات آمینوترانسفراز افزایش یافته
- شکستگی
- هماچوری

غیر معمول (۰٫۱–۱٪ فراوانی):
- نارسایی آدرنال
- میوپاتی
- رابدومیولیز

نادر (<۰٫۱٪ فراوانی):
- آلوئولیت آلرژیک

## مصرف بیش از حد
هیچ پادزهر خاصی برای مصرف بیش از حد آبیراترون استات وجود ندارد و درمان باید شامل اقدامات حمایتی عمومی، از جمله نظارت بر کارکرد قلب و کبد باشد.

## تداخلات
آبیراترون استات یک سوبسترای CYP3A4 است و بنابراین نباید همزمان با مهارکننده‌های و القاکننده‌های قوی CYP3A4 مانند کتوکونازول، ایتراکونازول، کلاریترومایسین، آتازاناویر، نفازودون، ساکویناویر، تلیترومایسین، وریکونازول، نلفیناویر، فنی‌توئین، ایندیناویر، ریتوناویر، ایندیناویر، کاربامازپین، ریفامپین ریفابوتین، ریفاپنتین، فنوباربیتال مصرف شود. همچنین CYP1A2، CYP2C9، و CYP3A4 را مهار می‌کند و به همین ترتیب نباید همزمان با سوبستراهای هر یک از این آنزیم‌ها که دارای شاخص درمانی باریکی هستند مصرف شود.
اسپیرونولاکتون به‌طور کلی اثرات ضد آندروژنی دارد، اما شواهد تجربی وجود دارد که به عنوان یک آگونیست گیرنده آندروژن در یک محیط فاقد آندروژن عمل می‌کند و قادر به القای تکثیر سرطان پروستات است.